# Beaulieu-sur-Dordogne
Beaulieu-sur-Dordogne este o comună în departamentul Corrèze din centrul Franței. În 2009 avea o populație de 1.283 de locuitori.

## Evoluția populației
| An        | 1975  | 1982  | 1990  | 1999  | 2006  | 2009  |
| --------- | ----- | ----- | ----- | ----- | ----- | ----- |
| Populație | 1.560 | 1.508 | 1.265 | 1.286 | 1.287 | 1.283 |